# クラック・テロール

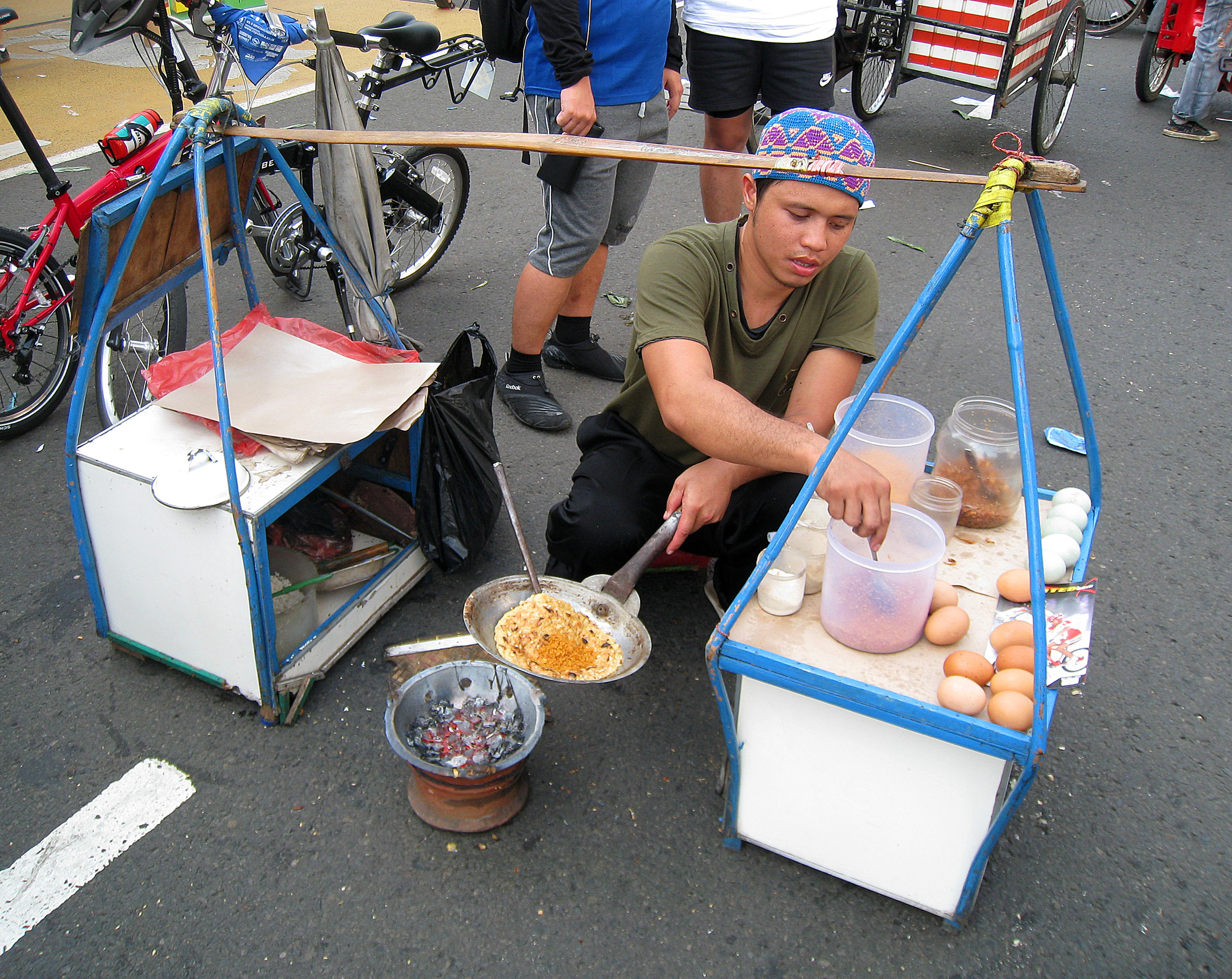
ジャカルタのクラック・テロール売り。

クラック・テロール (kerak telor, 英: "egg crust") とは、インドネシアで食べられているスパイシーなオムレツの一種。もち米を卵と一緒に焼き、セルンデンや揚げエシャロット、干しエビをトッピングしたもの。コースの一品ではなく、それだけで軽食となる屋台料理である。
ジャカルタの先住民であるブタウィ人の代表的な伝統料理だが、食の産業化や都市開発が進んだことで、近年では日常的に食べる機会は少なくなっている。ジャカルタの観光地などでは、天秤棒を担いだ伝統的な売り子が路上でクラック・テロールを売っているのが見られる。毎年開催されているジャカルタ・フェアではクラック・テロールの露店が多数出店しており、参加者が必ずといっていいほど食べる名物料理となっている。

## 材料と作り方

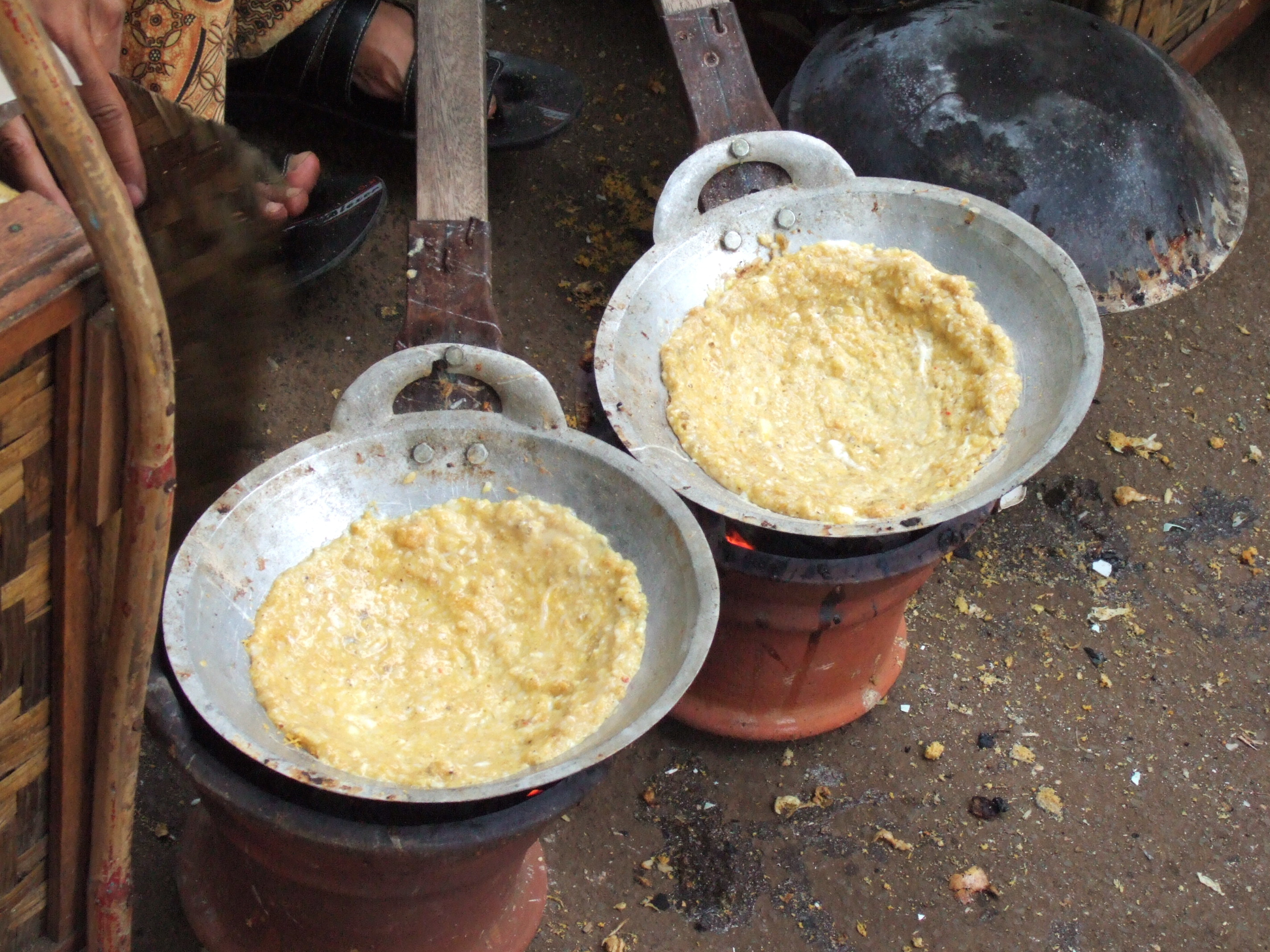
アングロ（伝統的なインドネシアの七輪）の上で半分固まったクラック・テロール。

作り置きはせず、注文の度に売り子が一人分ずつ作る。研いで水に漬けておいたケタン（もち米）をスプーンで小型の中華鍋に入れ、軽く煮る。卵（鶏よりアヒルの卵の方が美味だとされる）を割り入れて混ぜ、さらに赤唐辛子、ショウガ、コショウ、塩、砂糖、ガランガルのような香辛料を加える。炒め油は用いないので、焼いているうちに卵が鍋に貼り付く。そこで鍋ごとひっくり返し、卵の表側を炭火に直接かざして火を通す。焼き上がった卵にスパイシーなセルンデン（ココナッツをおろした甘いフレーク）やエビ（塩味の干しエビ。現地語でも "ebi" という）、揚げたエシャロットを振り掛ける。完成品の見た目はパンケーキに近いが、"kerak telor"（卵の皮）という名の通り、表面がカリッとするように仕上げる。

## 歴史
起源ははっきりしない。植民地時代、クラック・テロールは上流階級の料理であり、植民地政府や裕福なブタウィ人が開く大規模な宴で食べられるものだった。料理学の専門家 Suryatini N. Ganie によると、クラック・テロールは低質なもち米から美味で腹持ちが良い料理を作るために考えられた。現代ではクラック・テロールの売り子はジャカルタ土着のブタウィ人に限らず、パダン、テガル、ガルト、チマヒ出身者も含まれるようになった。好んで食べるのもブタウィ人だけではなく、中国人などほかの民族グループにも人気がある。

## 逸話
インドネシアローカルのキットカット・フレーバーになったことがある。